# Marderabwehr
Als Marderabwehr können Maßnahmen des Menschen bezeichnet werden, um den Steinmarder abzuwehren. Die Paarungszeit liegt bei den Steinmardern im Juni/Juli. Die „heiße Phase“ territorialer Auseinandersetzungen ist für die Marder die Zeit von März/April bis Spätsommer. In diesem Zeitraum sind Abwehrmaßnahmen sehr gefragt.

## Problembereich Haus
Der Marder sucht sich sein Quartier meist zwischen Steinen und Holzanhäufungen, auch Scheunen sind beliebte Aufenthaltsplätze. Meist verläuft dieses Verhalten konfliktlos. Lediglich Katzen können durch Kämpfe mit den Tieren teils erhebliche Verletzungen davontragen. Manchmal dringen die Tiere aber auch in Dachböden von Wohnhäusern ein und verraten sich durch erheblichen Lärm (Poltern, Nies- und Hustengeräusche, Herumlaufen, Auseinandersetzungen).

### Folgen
Da die Tiere eine Vielzahl an Gegenständen in das Quartier schleppen (Handschuhe, Tierskelette usw.), Dämmmaterial verwenden oder verschleppen sowie urinieren und koten, kann ihre Anwesenheit zu einer teuren Angelegenheit werden.

### Abwehrmaßnahmen

#### Geräusche
Marder suchen nach einem ungestörten Nistplatz, daher kann es bereits helfen, regelmäßig den Problembereich z. B. Dachboden selbst aufzusuchen. Gleichzeitig hilft es ein Radio oder sonstige Geräuschquellen mindestens 24 Stunden lang, nahe dem unerwünschten Nistplatz laufen zu lassen. Möchte man diese Wirkung noch verstärken, kann man immer wenn der Marder zu hören ist, zusätzliche Geräusche machen und beispielsweise an die Decke klopfen.

#### Barrieren
Steinmardern genügt ein durchschnittlich 5 cm großes Loch, um in Häuser einzudringen. Sobald ein Marder in ein Haus eingedrungen ist, müssen die Löcher gefunden werden. Bleiben die Zugänge unentdeckt, kann beispielsweise durch verschobene Ziegelsteine oder beschädigte Wände Wasser eindringen und die Bausubstanz stark schädigen. Um die Löcher der Marder ausfindig zu machen, kann es hilfreich sein, um das Haus herum geharkte Sandflächen anzulegen und diese dann nach Spuren abzusuchen.
Allerdings ist es wichtig darauf zu achten, dass das Tier nicht im Haus ist, wenn der Zugang verschlossen wird. Der Marder könnte sonst bei seinem Befreiungsversuch große Schäden verursachen.
Das Zustopfen der Löcher ist vor allem zwischen März und Juli verboten, da in dieser Zeit die erwachsenen Tiere nicht ausgesperrt werden dürfen, falls Jungtiere im Nest sind. Die Jungen würden sonst verhungern. Das Zustopfen der Löcher hilft in manchen Fällen auch nur vorübergehend, weil sich die Tiere einen neuen Zugang suchen oder bekannte Zugänge wieder „freikämpfen“.

#### Gerüche
Gute Erfahrungen wurden damit gemacht, einen mit Dieselkraftstoff getränkten Lappen in eine Schale zu legen und sie auf den Dachboden zu stellen – allerdings steht dem der Geruch und der Brandschutz (Gefährdungsgruppe A3) entgegen. Durch den Lappen verdunstet der Kraftstoff schneller. Die feine Nase des Marders mag den Geruch überhaupt nicht, und er verschwindet meist recht schnell. Ähnlich wirken im Fachhandel erhältlichen Anti-Marder-Mittel: Sprays, die großflächig aufgetragen werden, oder Konzentrate, mit denen mitgelieferte Filzpads benetzt und diese dann ausgelegt oder angeheftet werden.

#### Marderschrecks
Ultraschallgeräte, die auf Einstiegslöcher und den Nistraum ausgerichtet werden, können helfen. Nicht aber Ultraschallgeräte über 100 dB, da die Tiere von dem für ihr Gehör ohrenbetäubenden Krach des hohen Schalldrucks ertauben und sich folglich nicht mehr an dem Ultraschallgerät stören werden. Der Grund dafür ist, dass das Gehör von kleinen Nagern schmerzempfindlicher ist, als das Gehör von Menschen und bei geringerem Schalldruck bereits bleibende Gehörschäden und Taubheit eintritt.
Die auf dem Markt erhältlichen Geräte weichen zusätzlich häufig stark vom tatsächlichen Bereich des definierten Ultraschalls ab und verwenden Frequenzen unter 20 kHz. Menschen können bis zu 23 kHz wahrnehmen und sich deshalb an den Geräten oft selbst gestört fühlen. Werden Frequenzen bis zur Grenze des Hörbereichs von Mardern (44 kHz) und oberhalb von 23 kHz verwendet, kann diese Problematik umgangen werden.
Außerdem sind nachteiligen Auswirkungen von Ultraschallgeräten zur Tierabwehr für andere Tiere und auch den Menschen bisher unzureichend erforscht. Einzelne Forschungsergebnisse zeigen bereits, dass Ultraschallgeräte im Frequenzbereich des menschlichen Hörvermögens gerade bei jüngeren Menschen und verhältnismäßig geringem Abstand zum Gerät über der Unbehaglichkeitsschwelle bis hin zur Schmerzschwelle reichen und damit am Gehör und der Psyche von Menschen Schaden anrichten können.

#### Kammerjäger und Jäger
Einige Schädlingsbekämpfungsunternehmen haben sich auf Marder spezialisiert. Solche Experten können Schlupflöcher effizient aufspüren und wirkungsvoll verschließen. Soll das Tier gefangen und umgesiedelt werden, dürfen das grundsätzlich nur Jäger mit entsprechender Fangberechtigung. Ein Töten der Tiere ist selbst für Jäger lediglich außerhalb der Schonzeiten erlaubt. Es ist sinnvoll, bei der Stadt oder Gemeinde nach einem eigenen Stadtjäger zu fragen, denn für gewöhnlich darf nur der Stadtjäger Maßnahmen gegen Wildtiere auf städtischem Gebiet einleiten.

## Problembereich Auto
In den 1980er Jahren sind die ersten Marderverbisse an Autos bekannt geworden. Die jährlichen Marderschäden an Kraftfahrzeugen belaufen sich auf schätzungsweise mehrere Hunderttausend Schadensfälle. Im Jahr 2017 wurden rund 214.000 Schäden in Höhe von 72 Millionen Euro durch Marder verursacht, so die Zahlen des Gesamtverbandes der Deutschen Versicherungswirtschaft. Im Jahr 2020 waren es 217.000 Schäden mit Kosten von 90 Millionen Euro, jeweils lediglich an kaskoversicherten Fahrzeugen. Der Steinmarder hat sich an die Lebensbedingungen der Menschen gewöhnt und hält sich vermehrt als Kulturfolger in deren Nähe auf. Die Gründe, warum der Steinmarder sich in Autos niederlässt, lassen sich nicht, wie lange angenommen, auf den Geruch von heißem Gummi oder auf die Zusammensetzung der Kunststoffe zurückführen, sondern auf das Artverhalten des Tieres. Der Motorraum bietet dem Steinmarder einen attraktiven Unterschlupf mit vielseitigen Möglichkeiten. Er dient als Erholungs- und möglicher Rückzugsort vor Feinden, wie auch als Speisekammer für Nahrungsüberreste. Besonders gefährdet sind Fahrzeuge, die zwischen unterschiedlichen Orten pendeln und über Nacht im Freien abgestellt werden. Haben an beiden Orten unterschiedliche Marder im Fahrzeug ihr jeweiliges Revier markiert, so versuchen die Tiere, dieses Revier zu verteidigen, und Beißattacken sind die Folgen. Somit lassen sich die durch den Steinmarder entstandenen Schäden auf das Revierverhalten zurückführen. Vor allem in der beschriebenen „heißen Phase“ und der Paarungszeit der Marder von Mai bus Juni treten Schäden vermehrt auf. Gleichwohl sind Abwehrmaßnahmen ganzjährig sinnvoll.

### Folgen
Für den Fahrzeugbesitzer können Marderschäden zu einer teuren und auch gefährlichen Angelegenheit werden. Dämmstoffe im Motorraum sind dabei noch das geringste Problem. Kabel und Schläuche aller Art (Achsmanschette, Zündkerzenkabel, Kühlwasserschläuche, Schläuche der Scheibenwaschanlage, Kabel der Lambdasonde sind besonders gefährdet) werden zerbissen. Dabei sind die Bissstellen manchmal schwer zu entdecken, weil die scharfen Zähne der Tiere nur etwa stecknadelgroße Einstiche hinterlassen.
Mögliche Folgen sind zum Beispiel Liegenbleiben durch ein defektes Zündkabel oder Kühlwasserverlust.

### Kostenübernahme
Während Abschleppkosten oft durch die Mitgliedschaft in einem Autoclub abgedeckt sind, werden Folgekosten (zum Beispiel Defekte an Motor, Abgasanlagen) nicht von allen Versicherungen gedeckt. Hier kommt es auf den Versicherer und den genauen Tarif an. Die Kfz-Haftpflichtversicherung haftet bei Marderbissen am Fahrzeug generell nicht. Eine Teilkasko haftet im Schadensfall im Rahmen der vereinbarten Deckungssumme und eines möglichen Selbstbehalts bei direkten Marderschäden. Doch während einige Versicherer den Marderschutz in der Teilkasko anbieten, schließen andere wiederum diesen komplett aus.

### Abwehrmaßnahmen
Auf jeden Fall ist zu beachten, dass Steinmarder dem Jagdrecht unterliegen.

#### Vorbehandlung
Die ADAC-Verkehrswacht empfiehlt grundsätzlich nach jedem Marderschaden sowie beim ersten Entdecken von Pfotenabdrücken auf der Motorhaube oder Spuren eines Marderbesuchs im Motorraum (Nahrungsreste, zerfetzte Gummiteile) und vor jeder Marderabwehrmaßnahme die Durchführung einer Motorwäsche. Dies sollte in einer Fachwerkstätte geschehen, welche die rechtlichen Vorschriften erfüllt. Alternativ dazu werden sogenannte Duftmarken-Entferner (Spezial-Reinigungsschaum) angeboten. Denn nur mit Hilfe dieser Vorbehandlungen werden die von jedem Marder hinterlassenen Duftspuren beseitigt, das Fahrzeug neutralisiert und für die anderen Kontrahenten entschärft (Angriffsgrund wird genommen). Empfehlenswert ist, möglichst viele Autokabel (vor allem die Zündkabel) mit Wellschlauch zu ummanteln. Das wellförmige Kunststoffröhrchen kann leicht verarbeitet und über die Schläuche gezogen werden. Dies stellt eine relativ billige, aber sehr wirksame Maßnahme dar. Im Fachhandel werden diese in besonderer Qualität „als bereits geschlitzte Marderschutzschläuche“ angeboten, um das Anbringen ohne Demontage zu ermöglichen. Auf minderwertige Qualitäten, die u. a. als Scheuer-Schutzschlauch angeboten werden, sollte man in diesem Zusammenhang verzichten. Für die Kabel von Katalysatoren/Lambdasonden gibt es besondere hitzebeständige Schutzkabel aus Aluminium. Leider lassen sich aber nicht alle Bauteile im Fahrzeug ummanteln, weshalb ergänzende Schutzmaßnahmen nötig sein können.

#### Hochspannungsgeräte

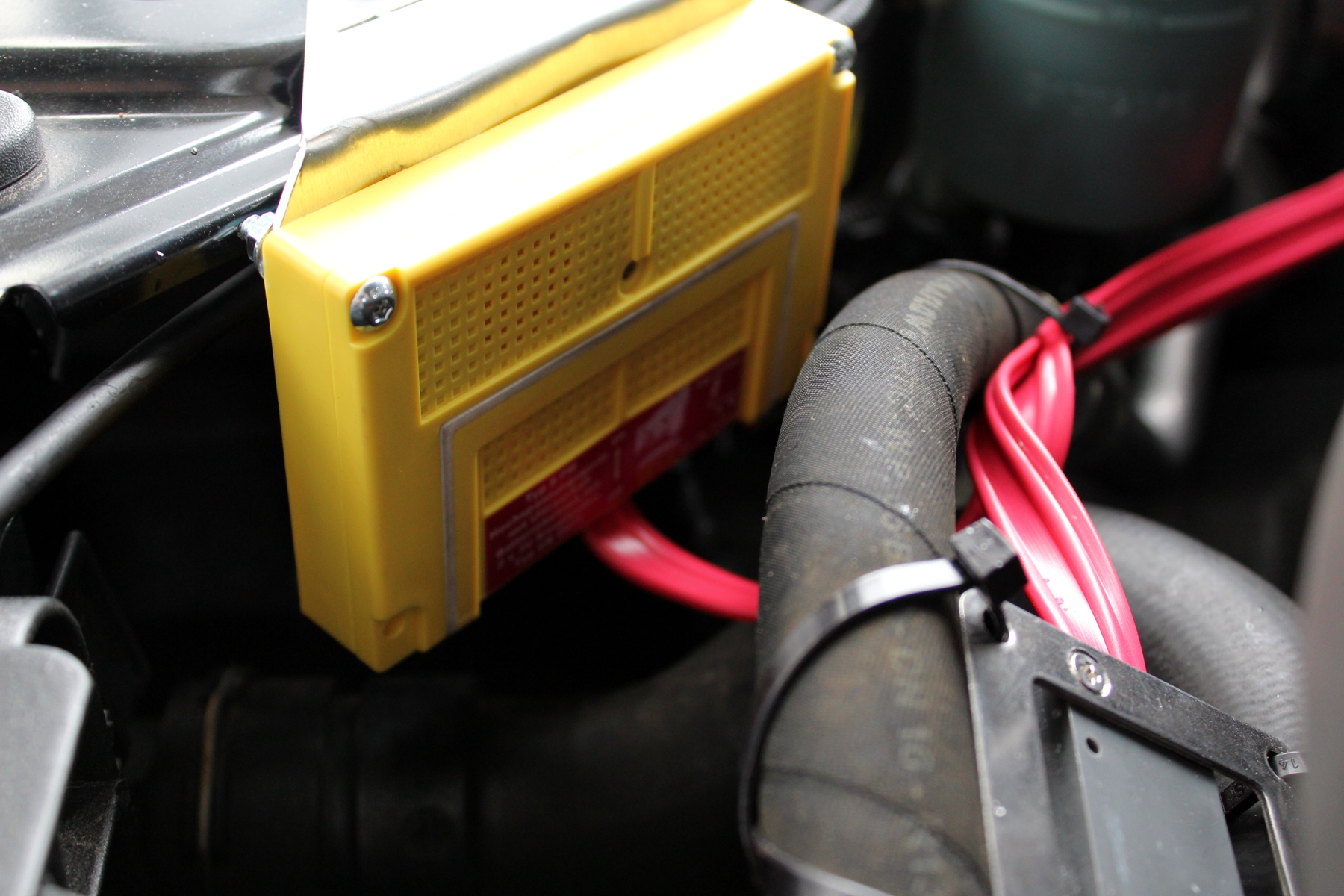
Sensorgesteuertes Hochspannungsgerät mit Edelstahlkontaktplatten im Motorraum

Hochspannungsgeräte sind laut durchgeführten Tests und vieler Jahre Praxiserfahrung die wirksamste und effektivste Methode, gegen den Marder vorzugehen. Mittels der im Motorraum angebrachten und durch einen Hochspannungs-Generator aufgeladenen Kontaktplatten bekommt der Marder bei Berührung einen Stromschlag nach dem Weidezaunprinzip. Positiver Effekt hierbei: Es hält den Marder nachhaltig fern, ohne das Tier zu schädigen. Wichtig ist somit, darauf zu achten, dass die Geräte das Fahrzeug schützen und das Tier nicht verletzen. Voraussetzung für einen Stromschlag ist jedoch das Schließen eines Stromkreises. Hierfür ist Masse (Minuspol) nötig, z. B. über die Karosserie oder andere blanke Metall-Motorteile. Auch Wasserschläuche bestehen aus leitfähigem Material. In anderen Worten: Über das Fahrzeug wird der benötigte Minuspol transportiert.
In neueren Fahrzeugen mit viel Kunststoff, Lack und Schallschutz im Motorraum gibt es weniger leitende Oberfläche, sodass die Masse (Minuspol) idealerweise über eine zweite, also eine „doppelte“ Kontaktplatte mitgeliefert wird. Das heißt, diese Geräte haben Kontaktplatten mit Plus- und Minuspol. Es sollte eine Möglichkeit geben, dass Geräte für Service-Arbeiten ausgeschaltet werden können. Für Menschen sind Hochspannungs-Marderabwehrgeräte weitgehend ungefährlich.

#### Maschendraht und Bürsten

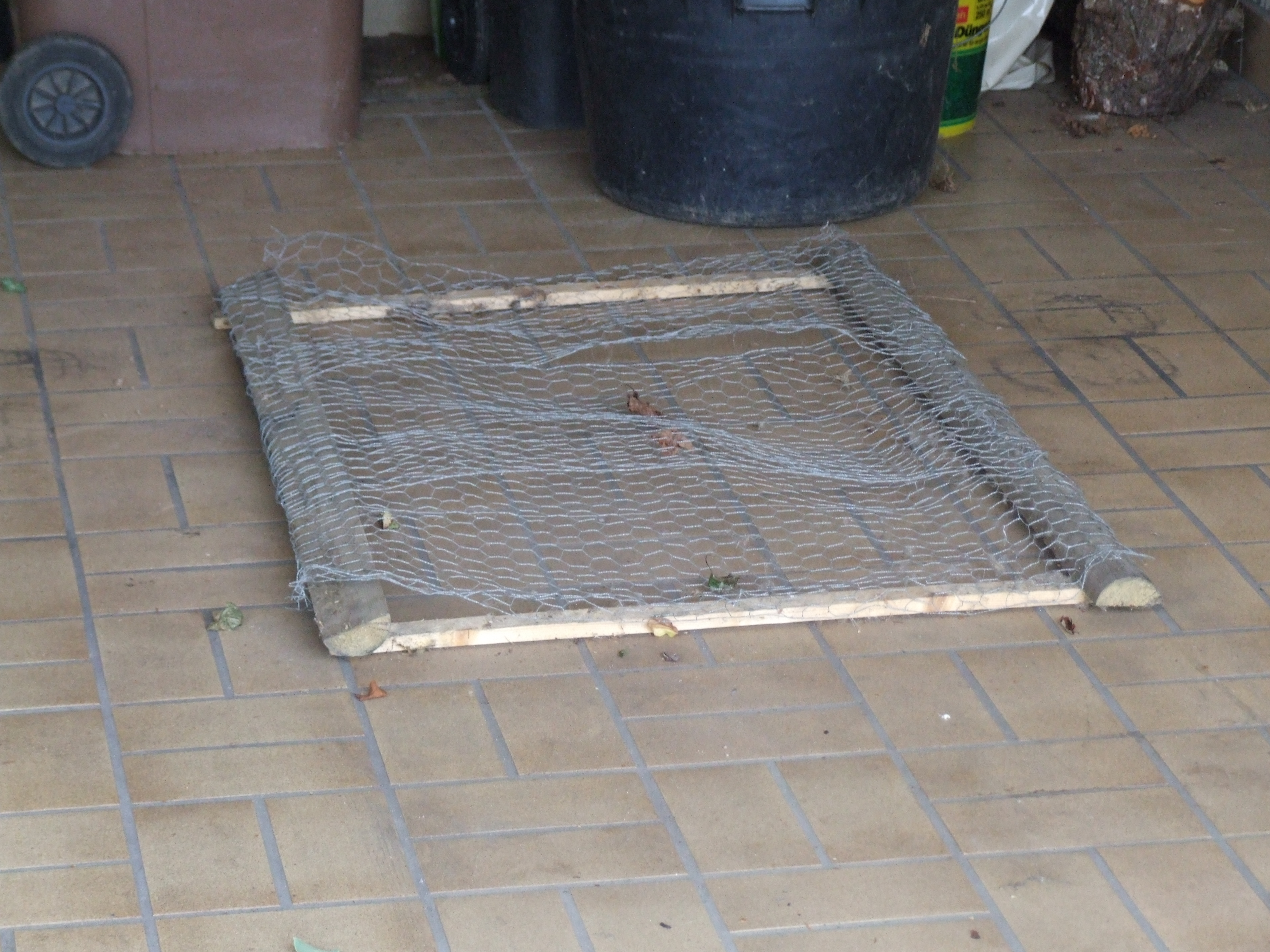
Marderschutzgitter mit Maschendraht

Maschendraht unter dem Motorraum und große Abwehrgegenstände unter dem Auto haben oft eine zeitlich begrenzte Wirkung. Da Marder sehr vorsichtige Tiere sind und meist kein Risiko eingehen, meiden sie ungewöhnliche Vorrichtungen zwar zeitweise – wohl aber nicht für immer.
Für einige Fahrzeuge sind Nachrüstsätze verfügbar, um die Zugänge zum Motorraum mit Hilfe von Bürsten und Gittern zu verschließen.

#### Marderschrecks

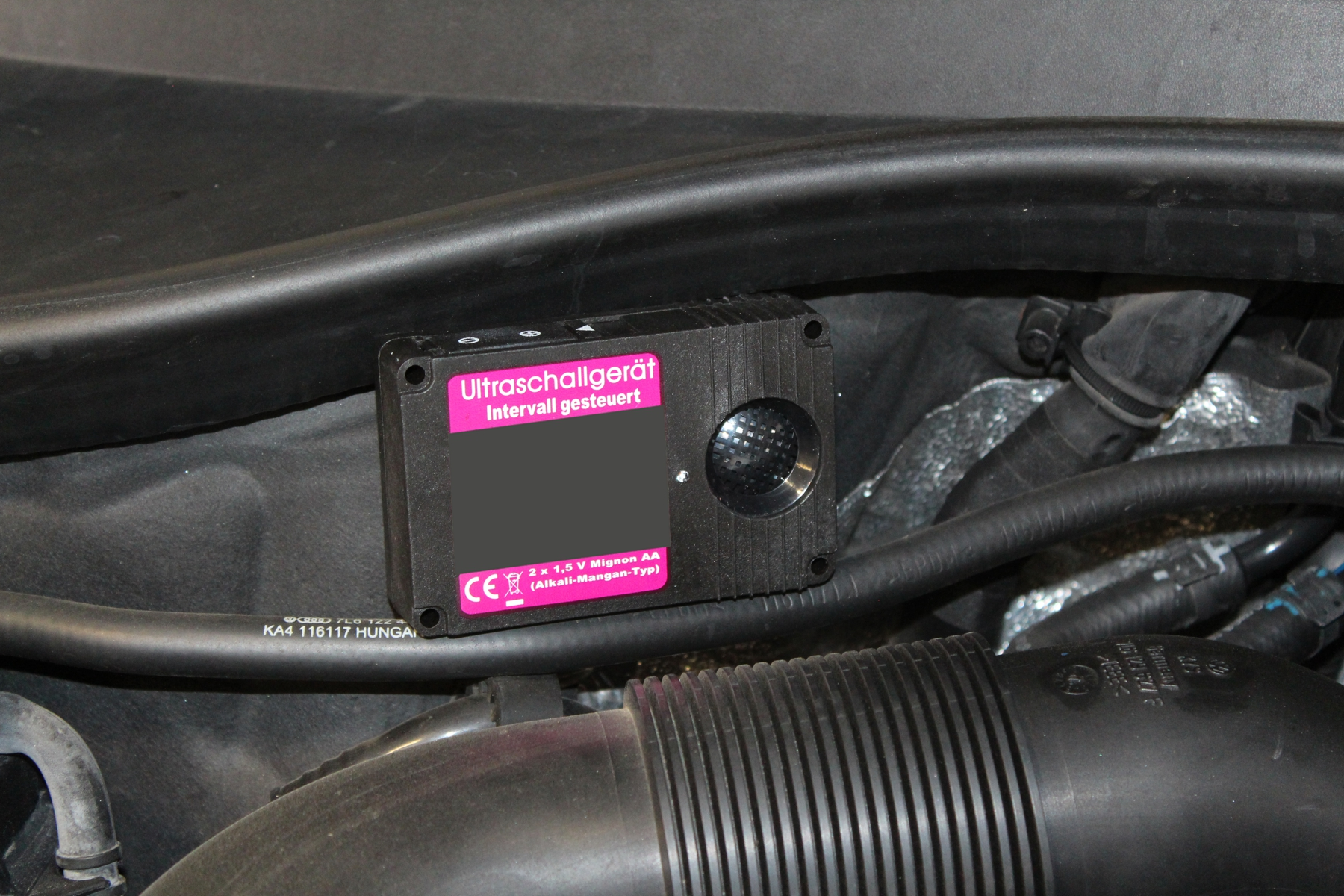
Batteriebetriebenes Ultraschallgerät im Motorraum

Bei Ultraschall-Geräten, umgangssprachlich Marderschrecks genannt, sollte gegen den Gewöhnungseffekt beim Kauf auf Geräte mit „Frequenzmodulation“ geachtet werden. Die Geräte sollten einerseits im Hörbereich der Marder (bis zu 44 kHz) und andererseits außerhalb des Hörbereichs von Menschen (über 23 kHz) betrieben werden. Die Vorgaben der TA Lärm insbesondere 6.1 und OWiG § 117 sollten berücksichtigt werden. Der exakte Schalldruckpegel, bei dem Marder Gehörschäden erleiden ist weitgehend unerforscht und kann nur von Studien mit Mäusen abgeleitet werden, hier treten Gehörschäden bei 105 dB zuverlässig auf. Um eine langfristige Wirkung der Marderschrecks zu gewährleisten, muss gegen Gehörschäden von Mardern vorgebeugt werden. Daher sollten die Geräte bei einem Schalldruck von maximal 100 dB, besser 70–90 dB betrieben werden.

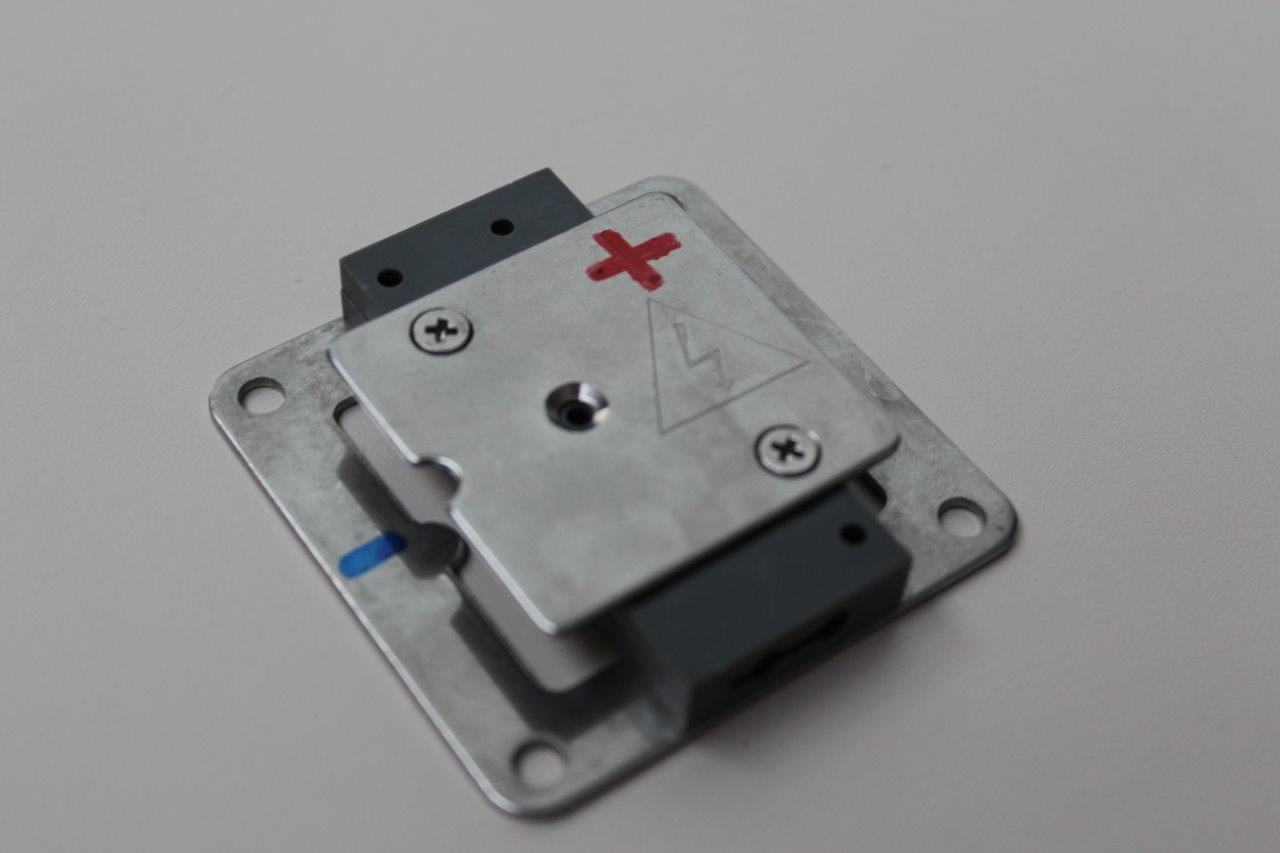
Doppelte Kontaktplatte aus Edelstahl (Plus-Minuspol)

#### Nadelsperren
Nadelsperren sind mit Nadeln gespickte, flexible Kunststoffplatten. Diese Platten werden in den Motorraum gelegt und fixiert. Ein Marder kommt in einem so geschützten Motorraum unweigerlich mit einer der Nadeln in Berührung und verschwindet. Da sich diese Tiere lediglich durch mechanische Schutzvorrichtungen und Hochspannungsgeräte abhalten lassen, sind diese Platten eine stromlose und wirksame Alternative.

#### Hausmittel
Eine Vielzahl an Hausmitteln werden zur Marderabwehr empfohlen. Die Wirksamkeit ist aber oft zweifelhaft und, wenn überhaupt, nur von begrenzter Dauer. Dazu gehören beispielsweise Hundehaare, Klosteine, (Hunde)-Urin, alte Schuhe oder Gummistiefel unter dem Auto.

## Nachteile der Abwehrmaßnahmen

### Hasengitter unter dem Motorraum
Das Problem beim Hasengitter ist, dass es auf Grund der Größe üblicherweise nicht mitgeführt und somit im Normalfall nur am üblichen Standort des Fahrzeugs liegt. Viele Marderangriffe passieren aber unterwegs beim Parken in fremden Revieren. Deshalb ist eine im Fahrzeug eingebaute und so an allen Standorten schützende Marderabwehr zu bevorzugen – also nach dem Ultraschall- oder Weidezaunprinzip. Beide Prinzipien bergen das Restrisiko, dass der Marder dennoch zubeißt. Sicheren Schutz bieten nur die oben genannten Geräte mit doppelten Kontaktplatten, da diese auf Grund der Beschaffenheit immer einen 100-prozentigen Stromschlag beim Marder auslösen.

### Ultraschallabwehr
Bei Ultraschall ist bekannt, dass eine Schutzwirkung nur eintritt, wenn der Schalldruck hoch genug ist, dass er den Tieren bei Annäherung (20 bis 30 cm) Schmerzen verursacht, gleichzeitig aber niedrig genug, um keinen Gehörschaden auszulösen. Da Schall aber durch Hindernisse blockiert und damit wirkungslos wird, ist die Schutzwirkung im engen Motorraum schlecht. Deshalb ist beim Einbau darauf zu achten, dass der aus einer großen Schallöffnung austretende Ultraschall von Oberflächen im Motorraum reflektiert werden kann, um so auch am Boden unterhalb des Motorraums anzukommen und die Marder schon zu verscheuchen, bevor sie überhaupt in den Motorraum eindringen wollen oder sich in die Nähe des Fahrzeugs wagen. Der Einbau mehrerer sich überlappender und nach unten gerichteter Schallquellen ist im Motorraum praktisch nicht realisierbar und für den Energiehaushalt im Fahrzeug ungeeignet (Akkubelastung). Die notwendigen hochwertigen Ultraschall-Lautsprecher sind teuer und empfindlich (Motorraum-Wäschen problematisch). Wirksame Geräte gibt es für etwa 100 Euro. Hochwertige Geräte arbeiten in einem Frequenzbereich über 23 kHz bei angemessenen Schalldrücken und sind so konzipiert, dass sie außerhalb des Motorraums selbst von Menschen unter 35 Jahren nicht gehört werden können. Auch wirksame Geräte im Low-Budget Bereich arbeiten mit variablen Frequenzen, um einen Gewöhnungseffekt beim Marder zu vermeiden, sind aber häufig was den Frequenzbereich im Menschlichen Hörbereich und arbeiten mit Schalldrücken die bei Tieren zu Taubheit führen und bei Menschen im schlimmsten Fall Knalltraumas verursachen.

### Weidezaunprinzip
Es muss darauf geachtet werden, dass auch beim Weidezaun die Kontakte so beschaffen sind, dass sie die unterschiedlich großen Bewegungsbereiche so blockieren, dass der Marder daran nicht vorbei schlüpfen kann. Auf Grund des aktiven Erkundungs- und Spielverhaltens des Steinmarders ist eine Berührung mit den stromgebenden Kontaktplatten gegeben. Die Kontakte müssen so platziert werden, dass sie keinen Kontakt zu anderen Metallteilen im Motorraum haben und einen Kurzschluss verursachen könnten (sie dürfen auch nicht verrutschen). Sie müssen gelegentlich auf Korrosion und Verschmutzung geprüft werden, was sich an schlecht zugänglichen Orten im Motorraum schwierig gestaltet. Daher gilt beim Kauf eines Marderabwehrproduktes darauf zu achten, dass die Kontaktplatten aus Edelstahl beschaffen sind und nicht korrodieren können. Die Stromschlagplättchen müssen immer geladen sein, was bei längerer Standzeit des Fahrzeugs den Akku sehr belastet. Daher sollte das Marderabwehrgerät stromsparend sein. Hochspannung ist für die Fahrzeugelektrik nicht völlig ungefährlich. Es gibt auf dem Markt der Marderabwehr Hochspannungsgeräte mit einer sehr geringen Stromstärke, unter einem halben Milliampere (mA), auch Geräte mit eigener Stromversorgung. Zwei handelsübliche Knopfzellen reichen aus, um das Gerät 18 Monate mit Energie zu versorgen. Somit muss dieses Gerät nicht an die Bordelektronik angeschlossen werden, was den Einbau enorm vereinfacht und verkürzt. Dies ist dann von Bedeutung, wenn nicht in die Bordelektronik eingegriffen und eine mögliche Fehlerquelle verhindert werden soll. Ferner, wenn besonderer Wert darauf gelegt wird, dass die Fahrzeugbatterie nicht zusätzlich belastet wird, obwohl der Stromverbrauch wie erwähnt bei den Markenprodukten äußerst minimal ist.

### Nadelsperren
Es wird damit hauptsächlich der obere Motorraum geschützt. Der Einbau an engen oder schwer zugänglichen Stellen ist schwierig.